# Nataša Bojković
Nataša Bojković (serbisch-kyrillisch Наташа Бојковић; * 3. September 1971 in Belgrad) ist eine serbische Schachspielerin. Sie trägt die Titel Großmeister der Frauen (WGM) und Internationaler Meister (IM).

## Werdegang

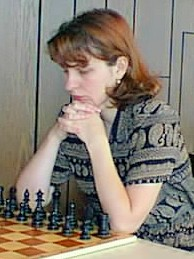
Nataša Bojković, 1998

1991 wurde sie im rumänischen Mamaia U20-Schachweltmeisterin der Mädchen. Juli 1998 spielte sie bei den Dortmunder Schachtagen im Meisterturnier.
1999 erhielt sie zusammen mit Alisa Marić die Auszeichnung Jugoslawische Sportlerin des Jahres. 2002 wurde sie beim 1st Woman Masters in Belfort Zweite hinter Maria Nepeina-Leconte.
Im Jahr 2007 wurde sie zum Internationalen Meister ernannt, die erforderlichen Normen erfüllte sie im April 2007 bei der Einzeleuropameisterschaft der Frauen in Dresden (mit Übererfüllung) sowie im August 2007 bei der serbischen Mannschaftsmeisterschaft der Frauen in Zlatibor. Das 40. Belgrad Women's International gewann sie im März 2008 mit 8 Punkten aus 9 Partien und 2,5 Punkten Vorsprung vor den Zweitplatzierten.
Sie führte viele Jahre die serbische Elo-Rangliste der Frauen an. Mit ihrer bisher höchsten Elo-Zahl von 2460 lag sie im Januar 2001 auf Platz 17 der FIDE-Weltrangliste der Frauen.

## Nationalmannschaft
Nataša Bojković nahm an den Schacholympiaden der Frauen 1990 (für Jugoslawiens zweite Mannschaft), 1994, 1996, 1998, 2000, 2002, 2004, 2008, 2010, 2012 und 2014 teil und erzielte ein Ergebnis von 75 Punkten aus 129 Partien. Positiv ist auch ihr Gesamtergebnis bei Mannschaftseuropameisterschaften der Frauen: 34,5 Punkte aus 66 Partien bei neun Teilnahmen (1992, 1999, 2001, 2003, 2005, 2007, 2009, 2011 und 2013).

## Vereine
In Deutschland wurde sie mit der Elberfelder SG in den Saisons 1993/94, 1995/96 und 1997/98 Mannschaftsmeister der Frauen. In der Saison 2003/04 spielte sie für den SK Turm Emsdetten in der Frauenbundesliga, ein Jahr später in der 2. Bundesliga West. Sie spielt sowohl in der serbischen (früher für Goša Smederevska Palanka, 2007 für den SK BAS Belgrad) als auch in den montenegrinischen und bosnischen ersten Frauenligen. Bojković nahm am European Club Cup der Frauen von 1996 bis 1998 mit Goša Smederevska Palanka sowie seit 1999 elfmal mit BAS Belgrad teil. Sie gewann den Wettbewerb 1997 und 2002 und erreichte 2001 den dritten Platz, in der Einzelwertung erreichte sie jeweils am Spitzenbrett 2001 das beste, 2000 das zweitbeste und 1999 das drittbeste Einzelergebnis.